# مارسل بالسا
مارسل لوسیِن بالسا (فرانسوی: Marcel Lucien Balsa‎؛ زادهٔ ۱ ژانویهٔ ۱۹۰۹ در کروز، درگذشتهٔ ۱۱ اوت ۱۹۸۴ در مزون-آلفور) رانندهٔ مسابقات اتومبیل‌رانی فرمول یک اهل فرانسه بود که در فصل ۱۹۵۲ در مجموع در یک گراند پری شرکت کرد، اما موفق به کسب هیچ امتیازی نشد.
بالسا در ۱۱ اوت ۱۹۸۴ در مزون-آلفور درگذشت.